# Joseph Maria Schneidt
Joseph Johann Ignatz Xaver Maria Schneidt (* 8. Dezember 1727 in Mannheim; † 13. April 1808 in Würzburg) war ein deutscher Jurist, Hochschullehrer und Historiker.

## Leben
Joseph Maria Schneidt begann 1746 ein Jurastudium an der Universität Würzburg und hörte dort Vorlesungen bei Johann Jakob Joseph Sündermahler. 1749 wurde er Lizentiat der Rechte.
Am 14. Oktober 1754 nahm er für elf Jahre die Stellung eines Konsulenten der Abtei Bronnbach ein und wurde am 8. September 1762 Titularhofrat beim Fürstbischof Heinrich von Bibra. Am 8. Dezember 1765 wurde er vom Fürstbischof Adam Friedrich von Seinsheim an die Universität Würzburg als ordentlicher Professor der Pandekten und des Fränkischen Rechts sowie zum Hofrat ernannt; in dieser Zeit promovierte er zum Dr. iur. utr. Am 9. September 1771 erfolgte seine Ernennung zum Universitätsfiskal sowie zum Kaiserlichen Hofpfalzgrafen sowie am 5. Oktober 1791 zum Geheimrat. Zu seinen bedeutendsten Arbeiten gehört ein Thesaurus Juris Franconinci.
1803 ging er, anlässlich der Umgestaltung von der bischöflichen in die kurfürstlich bayrische Universität, in den Ruhestand.
Joseph Maria Scheidt war seit dem 20. Juli 1762 verheiratet und hatte mehrere Kinder. Seine Ehefrau verstarb am 16. Oktober 1799.  Von den Kindern überlebten ihn:
- Sabina (* unbekannt;  † unbekannt), verheiratet mit Johann Georg Lauterweg, großherzoglicher Stadtgerichtsrat
- Josepha (* unbekannt; † unbekannt), verheiratet mit Maximilian Joseph Straus, fürstleiningscher Rentamtmann;
- Barbara (* unbekannt; † unbekannt), verheiratet mit Heinrich Christian Thambusch, großherzoglich würzburgischer Landrichter in Schlüsselfeld.

## Mitgliedschaften
- 1768 wurde er Mitglied der Deutschen Gesellschaft in Altdorf.

## Schriften (Auswahl)
- Josephi Maria Schneidt Dissertatio juridico-politica de eo, quod circa solutiones aut praestationes valore monetae mutato in imperio Romano-Germanico iustum est. Würzburg 1771.
- Johann Jakob Joseph Sündermahler; Joseph Maria Schneidt: Prolusio Numismatica Sive Rei Monetariae Franconicae Specimen Inaugurale Juridico-Historico-Publico-Politicum: Qua Non modò Jus Monetae Episcopatûs Herbipolensis · genuinis Juris Publici ac Historiae fundamentis eruitur, sed & summaria Rei Numismariae Episcopalis Franconiae Exegesis annectitur. Herbipoli, 1749.
- Tabellae jurium systematicae cum adnexis corollariis. 1750.
- Systematischer Entwurf der Münzwissenschaft bey denen Teutschen nebst einer Einleitung in das Münzrechnungswesen und Gewichtvergleichung. Bamberg; Würzburg 1766.
- August Joseph Seyfrid; Johann Kaspar Barthel; Jacob Joseph Brack; Ignaz Christoph Freybott; Bernhard Kazenberger; Philipp Joseph Martin; Joseph Maria Schneidt; Peter Philipp Sündermahler; Franz Christoph Wiesen: Circulus Franconicus Novis Septem Planetis Conspicuus: Quando Joannes Casparus Barthel Juris Utriusque Licentiatos Supremis Doctoratus Juridici Honoribus Condecorabat. Nitribitt, Würzburg 1766.
- Arctissimum Foedus Theoriam Inter Et Praxin In Jurisprudentia Pangendum Esse: Deducit, Simul Et Collegia Sua Tum Publica Quam Privata Post Festum Epiphaniae Anni MDCCLXVI. Inchoanda Indicit. Nitribitt, Würzburg 1766.
- Specimen prodromum juris civilis systematici, sistens doctrinam de probationibus Würzburg 1766.
- Joseph Maria Schneidt; Johann Jacob Stahel: Josephi Mariae Schneidt J.U. Doctoris, Reverendissimorum ac Celsissimorum S.R.I. principum et episcoporum Bambergensis et Wirceburgensis Franciae Orientalis ducis &c. Specimen prodromum juris civilis systematici: sistens doctrinam de probationibus. Impensis Joannis Jacobi Stahel, bibliopolae et typographi a Celsissimo specialiter privilegiati, Würzburg 1767.
- Specimen iuris Franconici. 1, Sistens Materiam De Jure Retractus, Vulgo Von dem Losungs-Recht: Quo Collegia Sua tam Publica, Quam Privata Proxima Lunae, Post Festum S. Martini Anno MDCCLXVII Inchoanda Indicit Josephus Maria Schneidt. Würzburg 1767.
- Vollständiges Hauptregister über Johann Ulrich Freyherrn von Cramers, Kayserl. und des Reichs-Cammergerichts Assessoris, Quatuor Tomos Opusculorum Juridicorum, Unum Tomum Supplementi Opusculorum Juridicorum, acht und sechzig Theile Wetzlarischer Nebenstunden, vier Theile Wetzlarische Beyträge, Et Quatuor Tomos Observationum Juris Universi  / zusammengetragen und mit einer Vorrede versehen durch J. M. Schneidt, beeder Rechten Doctoren, Hochfürstl. Würzburg- auch Fuldaischen Hofrath und Lehrer auf der Universität zu Würzburg. Frankfurt am Main; Wohler, Leipzig; Wagner, Ulm 1768.
- Historisch- und Rechtliche Abhandlung von denen sogenannten Ley-Herrn-Pfründen oder Panis-Briefen. Ulm / Frankfurt am Main / Leipzig 1768.
- De landemio, vulgo: Von dem Handlohn. Würzburg 1768.
- De mortuario, vulgo: Von dem Sterbfall, Hauptrecht und Besthaupt. Würzburg 1769.
- Josephi Maria Schneidt Oratio de praesumptione iuris et de iure. Würzburg, 1770.
- Conspectus Delineationis Juris Franconici, Et In Specie Wirceburgensis Privati Hodierni. Nitribitt, Würzburg 1770.
- Specimen sextum juridico-mathematicum juris franconici et civilis de divisione haereditatis testamentariae asse vel non expleto vel exhausto; vulgo, Von theilungen. Typis Francisci Ernesti Nitribitt, Würzburg 1771.
- Delineatio elementorum juris franconici seu Wirceburgensis privati hodierni: quae ex ipsis fontibus. Nitribitt, Würzburg 1771.
- Specimen Septimum Juris Franconici Et Civilis Romani De Pignore Praetorio: Quo Collegia Sua Tam Publica Quam Privata Die XVI. Novembris Anno MDCCLXXII. Inchoanda Indicit  / Josephus Maria Schneidt J. U. Doctor, Comes Palatinus Caesareus, Reverendiss. Ac Celsiss. S. R. I. Pricips, Episcopi Bamb. Nitribitt, Würzburg 1772.
- Josephi Mariae Schneidt, J. U. Doctoris, Comitis Palatini Caesarei, Reverendiss. Ac Celsiss. S. R. I. Principum, Episcopi Bamberg. Et Wirceb. Franciae Orientalis Ducis etc. Nec Non Fuldensis Consiliarii Aulici Tractatiuncula De Fontibus Juris Franconici Praecipue Wirceburgensis In Genere Et Ordinationis Judicii Caesareo-Provinc. Ducatus Franconiae In Specie. Typis Francisci Ernesti Nitribitt, Würzburg 1774.
- Tractatiuncula de fintibus iuris Franconici praecipue Wirceburgensis in genere et ordinationis iudicii Caesareo-Provinialis Ducatus Franconiae in specie. Würzburg 1774.
- De successione coniugum. Würzburg 1774.
- Delineatio Corporis Juris Civilis Romani in systema redacti Quam in usum suorum auditorum proponit. Bambergae Wirceburgi Friddae prostat apud Joann Jacobum Stahel, Würzburg 1774.
- Joseph Maria Schneidt; Friedrich Balthasar Sonntag: Vollständiges Hauptregister über Johann Ulrich Freyherrn von Cramers quatuor tomos Opusculorum iuridicorum. Wohler, Ulm 1774.
- Josephi Mariae Schneidt, J.U. Doctoris, Comitis Palatini Caesarei, Reverendiss. Ac Celsiss. S.R.I. Principum, Episcopi Bamberg. Et Wirceb. Franciae Orientalis Ducis etc. Nec Non Fuldensis Consiliarii Aulici Tractatiuncula De Fontibus Juris Franconici Praecipue Wirceburgensis In Genere Et Ordinationis Judicii Caesareo-Provinc. Ducatus Franconiae In Specie. Typis Francisci Ernesti Nitribitt, Würzburg 1774.
- De praxi rei judiciariae in genere. Würzburg 1776.
- Ad solennes deo ter optumo maxumo grates de unanimi et faustissima electione reverendissimi ac celsissimi S.R.I. principis et episcopi Wirceburgensis Franciae Orientalis ducis et reliqua Francisci Ludovici Caroli Philippi Antonii [von Erthal], ex antiquissima liberorum baronum de et in Erthal familia: in templo universitatis die 27. Martii anni 1779 hora nona matutina Hymni Ambrosiani de cantatione praestandas ex mandato […] Danielis Joannis Antonii L. B. de Gebsattel […]. Nitribitt, Würzburg 1779.
- Joseph Maria Schneidt; Franz Stephan Sartorius: Systema successionis collateralium ab intestato secundum ius rom. et francon. Würzburg 1781.
- De utilitate studii chronologici in iurisprudentia civili. Würzburg 1782.
- Dissertatio Mathematico-Ivridica Sistens Specimen Arithmeticae Svblimioris Et Politicae Ad Materiam De Vsvris, Antichresi, Intervsvrio Ac Reditibvs Annvis Etc. Applicatae / Qvam Vna Cvm Svbnexis Ex Vniverso Ivre Positionibvs Avspice Deo Ter Optimo Maximo, Annvente Inclyto Senatv Ivridico, In Alma Ivlio-Dvcali Wircebvrgensi Vniversitate Praeside D. Iosepho Maria Schneidt, I. V. D. Comite Palatino Caesareo, Reverendiss Ac Celsiss. S. R. I. Principvm Episcopi Bamberg. Et Wircebvrg. Franciae Orient. Dvcis Nec Non Fvldensis Consiliario Avlico, Pandectarvm Et Ivr. Franc. Professore Pvblico Et Ordinario, Almae Vniversitatis Fiscali, Pro Svprema Doctoratvs In Vtroqve Ivre Lavrea Pvblicae Ervditorvm Disqvisitioni Svbmittit Tribvs Pro More Rigorosis Examinibvs Rite Tentatvs Et Adprobatvs Antonivs Franciscvs Vornberger, Thüngersheimensis, Philosophiae Doctor, Ivrivm Candidatvs Emeritvs, Wircebvrgi In Avditorio Ivridico Die XXV. Maii Anno MDCCLXXXIV. Typis Francisci Ernesti Nitribitt, Würzburg 1784.
- Johann Andreas Brand; Joseph Maria Schneidt; Heinrich Aaron von Spittler: Das Recht der Brod-Briefe und der Ersten Bitte ist ein Reservat des Kaisers, gegründet in einem alten Reichsherkommen, beschaffen wie andere aus des Kaisers Machts-Vollkommenheit herfliessenden Vorrechten, erörtert in dem Religions- und in dem Westphälischen Frieden, anwendbar bey un- und mittelbaren Stiftern, Klöstern, und allen übrigen geistlichen Stiftungen, vereinbart mit dem heutigen Gebrauch. 1784.
- Der Eid nach dem Gesichtspunkte der gesetzgeberischen Klugheit betrachtet: ein Programm, durch welches derselbe seine Vorlesungen über das peinliche Lehen- und fränkische Recht ankündet. Nitribitt, Würzburg 1785.
- Gedanken über die dermalen bestehende Münz-Revolution. Würzburg 1786.
- Johann August Hellfeld; Joseph Maria Schneidt: Jurisprudentia forensis quam D. Io. Aug. Hellfeld secundum pandectarum ordinem proposuit. Nunc vero in usum auditorii systematice disposuit Josephus Maria Schneidt, V.I.D. Com. Pal. Caes. Consil. Aul. Wirceburg. et fuldensis, pandect, in universitate Wirceburg, Professor Publ. et Ordin. Würzburg 1786.
- Joseph Aloysius Kraenzl; Joseph Maria Schneidt: Dissertatio Inauguralis Iuridico-Politico-Canonica Sistens Quasdam Meditationes Circa Obligationem Ex Sponsalibus Oriundam. Nitribitt, Würzburg 1787.
- Thesaurus Iuris Franconici Oder Sammlung theils gedruckter theils ungedruckter Abhandlungen, Dissertationen, Programmen, Gutachten, Gesätze, Urkunden etc. etc., welche das Fränkische und besonders Hochfürstlich-Wirzburgische Geistliche, Weltliche, Bürgerliche, Peinliche, Lehen-, Polizey- und Kameralrecht erläutern etc. Würzburg 1788.[2]
- Gedanken über die Bestimmung des Voraus bey Einkindschaften. Würzburg 1789.
- Schediasma iuridico, canonico, historicum de emancipatione canonicorum in genere, et dioeceseos Wirceburgensis in specie. Rienner, Würzburg 1789.
- Gedanken über die Bestimmung des Voraus bey Einkindschaften: nach natürlichen mathematischen und fränkischen Rechtsgrundsätzen; wobey zugleich der elterliche Vorbehalt untersuchet und die Regel von Abtheilung der eingekindschafteten Kinder näher beleuchtet wird. Rienner, Würzburg 1789.
- Joseph Maria Schneidt; Philipp Franz Heffner: Meditationes de remediis provisoriis, quatenus sunt iuris privati. Nitribitt, Würzburg 1789.
- Vollständige Geschichte der römischen Königs-Wahl Rudolphs II. : aus meistens annoch ungedruckten Urkunden als ein Beytrag zur Geschichte der Churfürsten-Tage und Römischen Königs-Wahlen. Würzburg 1792.
- Kurze Abhandlung von den Renovaturen besonders in dem Herzogthume zu Franken, oder hochfürstlichen Hochstilte Wirzburg. Würzburg 1793.
- Sicilimenta [quaedam] ad historiam Universitatis Wirceburgensis, et in specie literaturam Facultatis Juridicae. (Epocha I.–III. 1410–1682). Nitrtibitt, Würzburg 1794.
- Sicilimenta ad historiam Univ. Wirceburgensis (Epocha IV.–V. 1682–1749). Nitribitt, Würzburg 1798.
- I.M. Schneidt Programma Ivrid. Mathematic. Chronologicvm: Qvo Svam Sententiam, Diem Bis-Sextilem In Anno Bissextili Diei XXIX. Febrvarii Sev Pridie Calend. Martii Affixam Esse, Defendit Contra Argumenta Clariss. D. Cancellarii Kochii. Accedit Schediasma De Methodo Docendi Ivs Germanicvm Privatvm. Rienner, Würzburg 1796.
- Joseph Maria Schneidt; Franz Xaver Rienner: Abhandlung von dem teutschen und französischen Calenderwesen Nebst einem vollständigen Teutsch-Französischen und Französisch-Teutschen Calender auf I. bis LV. französische oder LV teutsche Jahre von 1792 bis 1847. Rienner, Würzburg; Niedersächsische Staats- und Universitätsbibliothek, Göttingen 1796.
- Juristisch-mathematisches Magazin. Würzburg 1798.
- Joseph Maria Schneidt; Johann Christoph Koch: J. M. Schneidt's, hochfürstl. Würzburgischen geheimen Rathes und Professors des Rechte, Letztes Wort oder Schlußsatz auf des Herrn geheimen Rathes und Kanzlers Koch Paar Worte den Schalttag betreffend, als ein Beytrag zu dem civilistischen Magazine des Hrn. Professors D. Hugo Würzburg den 31ten May 1798. Würzburg 1798.
- Specimen Matheseos Forensis De Svccessione Descendentivm Ex Diversis Matrimoniis Natorvm Ivxta Ivs Romanvm Et Franconicvm. Rienner, Würzburg 1799.
- Jurisprudentia forensis Hellfeldiana in ordinem systematicum redacta. Würzburg 1802.
- Joseph Maria Schneidt; Johann August Hellfeld: Josephi Mariae Schneidt Jurisprudentia forensis Hellfeldiana in ordinem systematicum redacta et suppleta. sumtibus fratrum Stahel, accadem. bibl., Würzburg 1802.
- Grundriß zu einem Handbuche über die Mathesie forensem, d. i. die gerichtliche Mathematik. Würzburg 1802.
- Johann Melchior Mohr; Joseph Maria Schneidt: Sammlung alter und neuer Bücher aus allen Wissenschaften, von Johann Michael Mohr, Handelsmann, welche dermalen wegen der Gemächlichkeit in der Behausung des Hrn. geheimen Raths Schneidt sel. an den Meistbiethenden abgegeben werden. Würzburg 1808.

### Betreute Dissertationen
- Wenceslaus Strobel: Jus et obligatio prohibitionem librorum positivam concernens: in dissertatione Inaugurali juridica exposita: cum subjunctis ex universo jure corollariis. Würzburg Nitribitt Universitäts- und Landesbibliothek 1768.
- Franciscus Eberhardus Schober: Oratio de praesumptione juris et de jure. Würzburg Nitribitt, 1770.
- Franz Carl Ennemoser: Oratio De Speciali Modo Ferendi Leges Per Gladiatores: Qua Ad Exercitationem Menstruam Invitant. Wirceburgi: Nitribitt, 1770.
- Johann Christoph Joseph Ignaz Gerlacus Gerlach: Oratio de transactione super controversiis haereditariis inita, partim valida partim invalida. Wirceburgi, 1770.
- Maximilian Geiser: Dissertatio Inauguralis Juridico-Politica De Eo, Quod Circa Solutiones Aut Praestationes Valore Monetae Mutato In Imperio Romano-Germanico Justum Est. Wirceburgi : Nitribitt, 1771.
- Franz Eberhard Schober: Dissertatio Inauguralis Juridica sistens Delineationem Elementorum Juris Franconici et in specie Wirceburgensis: Privati Hodierni ex Ipsis Fontibus haustam; et in usum Auditorii Commoda Methodo Propositam. Wirceburgi: Nitribitt, 1771.
- Franz Xaver Steiert: De concursu ad delicta aliena. Wirceburgi, 1774.
- Philipp Lorenz Scheffer: Dissertatio Inauguralis Juridica De Eo, Quod Circa Jus Adcrescendi Secundum Jus Commune Et In Franconia Justum Est: Una Cum Subjunctis Ex Universo Iure Corollariis. Würzburg: Nitribitt, 1774.
- Jakob Josef von Haus: Ivs Ferendi Privilegia Ex Svo Fonte Dedvctum: Dissertatio Inavgvralis Ivridica Vna Cvm Svbivnctis Ex Vniverso Ivre Corollariis.  Würzburg, Univ., Diss., 1772.
- Franz Xaver Steiert: Dissertatio inauguralis iuridica de concursu ad delicta aliena. Wirceburgum, 1774.
- Johann Joseph Reiss: Dissertatio Inauguralis Juridica De Successione Conjugum Juxta Jus Romanum, Germanicum Et In Specie Franconicum: Una Cum Subjunctis Ex Universo Jure Corollariis. Würzburg: Nitribitt, 1774.
- Joseph Becker: Dissertatio Inaugur. Hist. Juridica De Fontibus Juris Franconici Praecipue Wirceburgensis In Genere Et Ordinationis Judicii Caesareo-Provinc. Ducatus Franconiae In Specie. Würzburg: Nitribitt, 1774.
- Johann Adam Schürer: Dissertatio Inauguralis Juridica De Jure Conjugum In Eorum Bona Tam Communia, Quam Particularia, Et In Specie De Jure Conjugis Circa Contractus Ab Altero Conjugum Initos: Una Cum Subjunctis Ex Universo Jure Corollariis. Wirceburgum, 1775.
- Ferdinand Papius: Dissertatio Inauguralis Juridica Sistens Praxin Rei Judiciariae In Genere: Una Cum Subjunctis Ex Universo Jure Corollariis. Würzburg: Nitribitt, 1776.
- Johannes Baptista Aloysius Samhaber (Resp.): De juribus Judaeorum ex legibus inprimis Franconicis. Würzburg: Nitribitt, 1776.
- Carl Adolf Philipp Hoch: Ars conciliandi leges in systema redacta. Wirceburgi, 1776.
- Ferdinand Pape: Dissertatio inauguralis juridica sistens praxin rei judiciariae in genere. Würzburg, Univ., Diss., 1776.
- Johann Peter Paul Helffrich: Dissertatio Inauguralis De Remedio Revisionis Adversus Sententiam Ter Conformem Locum Non Habente. Würzburg: Nitribitt, 1777.
- Adolph von Eckhart: Dissertatio Inauguralis Juris Civilis Et Franconici De Querela Inofficiosi Inter Parentes Et Liberos Exule: Una Cum Subjunctis Ex Universo Jure Corollariis. Würzburg: Nitribitt, 1778.
- Georgius Josephus zur Westen: Dissertatio inauguralis juridica de summa appellabili pauperum privilegia de non appellando haud restringente: ad illustrationem §. CXIV. Rec. Imp. Novissimi. Würzburg: Nitribitt, 1778.
- Johann Heinrich Demper: Dissertatio Inavgvralis Ivridica De Eo, Qvod Circa Avstregas Volvntaria Inter Vasallos, Et Circa Appellationem In Fevdis Extra Cvrtem Ivris Est : Qvam Praeside D. Iosepho Maria Schneidt Exponit Tribvs Pro More Rigorosis Examinibvs Rite Tentatvs Et Adprobatvs Joannes Henricvs Demper Avthor Et Defendens Wircebvrgi In Avditorio Ivridico Die IV. Septembris Anno MDCCLXXXI. Wircebvrgi: Nitribitt, 1781.
- Johannes Heinrich Demper: De eo, quod circa austregas voluntarias inter vasallos, et circa appellationem in feudis extra curtem iuris est : una cum subnexis ex universo iure thesibus. Wirceburgi, 1781.
- Caspar Rudolph Mezler: Dissertatio Inauguralis Juridica De Utilitate Studii Chronologici In Jurisprudentia Civili In Genere Et In Specie De Die, Mense, Ac Anno Bissextili: Nec Non Mutationibus Calendarii Et Translocatione Festorum Juncto Specimine Studii Juris Chronologici De Statu Donationum Inter Virum Et Uxorem. Würzburg: Nitribitt, 1782.
- Franz Joseph Vornberger: Dissertatio inauguralis iuridica de eo, quod legibus Franconicis iustum est circa testamenta. Würzburg Nitribitt 1783.
- Anton Franz Vornberger: Dissertatio Mathematico-Ivridica Sistens Specimen Arithmeticae Svblimioris Et Politicae Ad Materiam De Vsvris, Antichresi, Intervsvrio Ac Reditibvs Annvis Etc. Applicatae. Wircebvrgi: Nitribitt, 1784.
- Gallus Aloys Kaspar Kleinschrod; Joseph Maria Schneidt: Dissertatio Inauguralis Iuridica De Iure Filiifamilias Disponendi De Peculiis Ad Normam Iuris Peregrini Et Patrii Considerato. Würzburg : Nitribitt, 1784.
- Joseph Valentin Pfister: Dissertatio Inavgvralis Ivridica De Foro Et Instantiis Nobilitatis Immediatae Germanicae In Cavsis Civilibvs In Genere, Nec Non De Ivrisdictione Nobilitatis Et Nobilivm In Svos Svbditos In Specie: Vna Cvm Svbivnctis Ex Vniverso Ivre Corollariis. Wircebvrgi: Nitribitt, 1790.
- Philipp Rudolph Heinrich Wilhelm: Dissertatio Inavgvralis Ivridica De Non-Ente Consvetvdinis Cvriae Fevdali Wircebvrgensis Circa Svccessionem Collateralivm Gentilitiam Fevdalem - Avf Gleichen Namen, Schild, Stamm Vnd Helm. Wirceburgi: Nitribitt, 1785.
- Georg Friedrich Grein: Dissertatio Inavgvralis Ivridica Sistens Textvm Institvtionvm D. Ivstiniani Ex Svis Fontibvs Dedvctvm, A Minvs Necessariis Pvrgatvm, Ex Digestis, Codice Et Novellis Svppletvm, A Potioribvs Antinomiis Liberatvm, Et In Breves Regvlas Redactvm. Wirceburgi Nitribitt 1787.
- Carl A. Braunwart: Dissertatio iuridica feudalis sistens meditationes de iudicio parium vulgo Manngericht in genere et usu huius iudicii in curia feudali Hohenlohica in specie: Vna Cvm Svbivnctis Ex Vniverso Ivre Thesibvs. 1792.
- Joseph Zur Westen: Dissertatio inaug. iuridico-historica sistens Sicilimenta quaedam ad historiam universitatis Wirceburgensis et in specie literaturam facultatis iuridicae. Wirceburgum: Nitribitt, 1794.
- Georg Valentin Rost: Vindiciae dissertationis de non ente consvetvdinis cvriae fevdalis Wircebvrgensis circa svccessionem collateralivm gentilitia fevdalem - auf gleichen Namen, Schild, Stamm und Helm: cvm svbivnctis ex vniverso iure positionibvs. Wirceburgi, 1794.
- Franz Melchior von Eckart: Sistens epocham IV. sicilimentorvm ad historiam Vniversitatis wircebvrgensis, et in specie literatvram Facvltatis ivridicae. Wircebvrgi F. E. Nitribitt 1795.
- Philipp Hannbaum: Specimen inaugurale de prioritate pignorum qualificatorum in creditorum concursu secundum placita iuris communis Romani. Nitribitt, Würzburg 1796.
- Alban Joseph Deissenberger: Dissertatio inauguralis iuridica sistens praeter generalia quaedam de concursu creditorum theoremata ordinationem concursus Wirceburgensem de XX. Iulii 1747 notis illustratam. Wirceburgum: Nitribitt, 1797.
- Ernst Franz von Halbritter; Franz M. von Eckart; Joseph Maria Schneidt; Joseph Zur Westen: Dissertatio Inauguralis Iuridico-Historica Sistens Sicilimenta Quaedam Ad Historiam Universitatis Wirceburgensis, Et In Specie Literaturam Facultatis Iuridicae. Wirceburgi, 1798.